# Alpro
Alpro is een van oorsprong Belgische voedselproducent, gespecialiseerd in de productie van plantaardige alternatieven op zuivelproducten. Het bedrijf maakt deel uit van Danone. Het bedrijf heeft drie productielocaties, nl. in België, Frankrijk en het Verenigd Koninkrijk.

## Productie

### Producten
Alpro produceert plantaardige alternatieven op zuivelproducten, waaronder sojamelk, yoghurtvervangers, nagerechten, roomalternatieven en smeerbare producten. Ze worden verkocht onder de merknamen Alpro soya en het biologische merk Provamel. Tot in 2014 produceerde Alpro ook vleesvervangers op basis van tofoe.
In 2012 bepaalde de rechter in kort geding te Breda dat Alpro haar product Mild & Creamy in Nederland niet meer als een yoghurt of yoghurtvariant mag aanduiden.
In 2015 oordeelde het hof van beroep in België dat Alpro zijn producten niet mocht voorstellen als een "variatie op yoghurt". De zaak was aangespannen door de Belgische Confederatie van de Zuivelindustrie, Danone, FrieslandCampina Belgium en Milcobel.

### Productielocaties
Alpro heeft anno 2015 drie productielocaties, nl. in Wevelgem (België), Issenheim (Frankrijk) en Burton Latimer (Engeland). In het Verenigd Koninkrijk werken in 2015 ruim 120 medewerkers voor Alpro (UK) Ltd. Alpro (UK) Ltd maakte in 2014 ruim £100M omzet, wat een groei van bijna 20 procent betekende. In maart 2015 kondigde Alpro aan uit te willen breiden tot 26 productielijnen, met de bouw van vijf nieuwe productielijnen in Wevelgem en drie in Kettering. De aangekondigde investering betreft een bedrag van 80 miljoen euro, waarvan 80 procent in België en zal 250 extra arbeidsplaatsen opleveren, waarvan 200 in België.

## Geschiedenis
Alpro ontstond als een onderdeel van het Belgische voedingsbedrijf Vandemoortele Groep. Vandemoortele had een proteïne-divisie die bezig was met de ontwikkeling van een productielocatie voor sojamelk. Toen duidelijk werd dat voor de nieuw ontwikkelde producten een markt bestond, werd de divisie omgezet naar een dochteronderneming met de naam Alpro. General Manager bij de nieuwe dochteronderneming was Philippe Vandemoortele, de kleinzoon van de oprichter van Vandemoortele Groep.
Het bedrijf startte met de productie van sojamelk in 1979 met een fabriek in Izegem.
In 1980 werd een sojafabriek in Antananarivo (Madagaskar) gestart. De productielijn in Madagaskar werd in 1982 verkocht aan Lalosa.
Alpro begon met de verkoop van Soyamel in maart 1981. Tegen 1984 had het bedrijf drie merken: Soyamel, Alpro en Provamel. Ze verkocht ook melk aan DE-VAU-GE in Duitsland, Granose Foods in Engeland en Health Valley in Californië.
In 1989 werd een aparte afdeling gebouwd in Wevelgem, vlak langs de rivier Leie. Expansie kwam er door overname van Franse Sojinal (1996) en het Nederlandse SoFine Foods (2006). Fabrieken kwamen er in Issenheim en het Engelse Kettering.
De omzet van het bedrijf groeide van € 265 miljoen in 2007 tot € 310 miljoen in 2013.

### Overname door WhiteWave Foods (2009)
In 2009 stelde de Vandemoortele Groep het onderdeel Alpro in de etalage. De voedingsgroep Vandemoortele moest op zoek naar financiën na de overname van de Franse diepvriesbakkerijspecialist Panavi. Unilever, het Amerikaanse Dean Foods en het Finse Raisio (Benecol) waren geïnteresseerd. In juni 2009 werd Alpro overgenomen door WhiteWave Foods, een onderdeel van Dean Foods, voor de prijs van € 325 miljoen. WhiteWave Foods verwerkt in Amerika sojaproducten onder de merknaam Silk. In 2013 werd WhiteWave Foods afgesplitst tot een onafhankelijke beursgenoteerde onderneming.

### Specialisatie (2014)
In 2014 werd SoFine Foods, die onder andere vleesvervangers zoals vegaschnitzels en -burgers op basis van soja produceerde, opnieuw verzelfstandigd. Alpro ging zich richten op de plantaardige alternatieven voor zuivel.

### Danone
In 2016 kwam Alpro in handen van Danone, nadat het Franse bedrijf Alpro's moederbedrijf WhiteWave Foods overnam.

## Trivia
In 1995 tekende Jeff Broeckx het stripverhaal Op soja-avontuur met Wiep en Woep. Het boekje is gemaakt ter promotie van de Alpro soja-producten.